# 榎忠
榎 忠（えのき ちゅう、1944年-）は日本の現代美術家。本名は、榎忠（えのき ただし）。

## 経歴
香川県善通寺市生まれ。16歳から現在に至るまで兵庫県神戸市に住む。美術教育の経験は20歳から通い始めたデッサン教室のみである。1965年から二紀展に作品を発表し、1968年に初個展「生成」を開催。このときは幻想的な絵画作品を主としていた。
1969年、鴨居玲らと洋画研究所〈0〉を設立。公募展のあり方に疑問を持って二紀会を脱退し、「グループZERO」を結成。『裸のハプニング』などのパフォーマンスを展開するようになる。1977年、頭髪や髭から陰毛に至るまで全ての体毛を半身分だけ剃り落としてハンガリーに入国しようとする『ハンガリー国へハンガリ（半刈り）で行く』を発表し、奇才として一躍その名を高めた。1979年には、銃口が山口組組長の自宅に向けられている巨大な大砲のオブジェ『LSDF』を発表。また、個展会場に酒場を設置して自ら女装して酒食を振舞う『BAR ROSE CHU』を展開した。
こうしたパフォーマンスアートの一方で、金属加工工場での旋盤工勤務を活かして鉄の廃材や機械部品を用いた機械彫刻・オブジェも多数発表している。1981年の『スペースロブスター P-81』、1985年の『2・3・7・8・TCDD・PROPAGATION』が代表作品である。2000年代以降は阪神・淡路大震災の影響から、旋盤で加工した金属廃材を使って未来都市のようなオブジェを主に制作している。
専業美術家ではなく一般の金属加工会社で旋盤工の会社員をしながら週末を利用して制作に集中する生活を過ごし、定年まで勤め上げた。作品のために「半刈り」だった時期もそのままの状態で勤務していたという。村上隆など多くの現代美術家に強い影響を与えている。2008年に第32回井植文化賞、2009年に神戸市文化賞、2022年に兵庫県文化賞を受賞した。

## 主な作品
- 「裸のハプニング」（1970）
- 「ハンガリー国へハンガリ（半刈り）で行く」（1977）
- 「LSDF」（1979）
- 「BAR ROSE CHU」（1979）
- 「スペースロブスター P-81」（1981）
- 「原子爆弾」（1982－83）
- 「2.3.7.8 TCDD Propagation Dioxin 」（1985）
- 「AMAMAMA」（1986）
- 「地球の皮膚を剥ぐ」（1990）
- 「薬莢」（1991－92）
- 「ギロチン・シャー1250」 （1994－95）
- 「AK-47 / COLTAR-15」（2000－）
- 「マシンガンの行進」（2000）
- 「RPM-1200 」（2005）
- 「PATRONE drawing 」（2007）

## パブリックコレクション
- 豊田市美術館